# Rise of the Lion
| Оценки критиков   | Оценки критиков |
| Источник          | Оценка          |
| ----------------- | --------------- |
| Alternative Press | [ 1 ]           |
| HM Magazine       | [ 2 ]           |

Rise of the Lion — четвёртый альбом американской металкор-группы Miss May I, вышедший 29 апреля 2014 года.

## Об альбоме
В интервью об альбоме вокалист Леви Бентон говорил с Джейком Дэннингом, рассказав об альбоме, а также о значении льва на обложке альбома:
«Ну, это фанатская запись. Все тексты песен взяты из писем, которые прислали нам наши фанаты. Есть некоторые темы, с которыми мы не сталкивались, а также в письмах упомянуто прошлое. Мы видим много татуировок и сумасшедших вещей с изображением льва и это многое значит для поклонников. В основном лев является для нас и наших поклонников символом, мы просто хотели им это посвятить. Это наш новый альбом и мы надеемся, что количество наших поклонников станет больше. Это восхождение льва.»

## Список композиций
| №                   | Название                     | Длительность |
| ------------------- | ---------------------------- | ------------ |
| 1.                  | «Refuse to Believe»          | 3:55         |
| 2.                  | «Lunatik»                    | 3:44         |
| 3.                  | «Gone»                       | 3:38         |
| 4.                  | «Echoes»                     | 4:03         |
| 5.                  | «You Want Me»                | 3:08         |
| 6.                  | «Tangled Tongues»            | 3:43         |
| 7.                  | «Hero with No Name»          | 3:27         |
| 8.                  | «Darker Days»                | 4:26         |
| 9.                  | «End of Me»                  | 3:05         |
| 10.                 | «Saints, Sinners and Greats» | 2:41         |
| Общая длительность: | Общая длительность:          | 35:54        |

| №   | Название        | Длительность |
| --- | --------------- | ------------ |
| 11. | «Burn My Pages» | 3:18         |
| 12. | «Last Letter»   | 3:41         |

| №   | Название     | Длительность |
| --- | ------------ | ------------ |
| 11. | «My Inferno» | 3:36         |
| 12. | «Stereos»    | 3:31         |

## Участники записи
- Леви Бентон — экстремальный вокал, сочинение текстов
- БиДжей Стэд — соло-гитара
- Райан Нефф — бас-гитара, чистый вокал, сочинение текстов
- Джастин Ауфдемкамп — ритм-гитара
- Джерод Бойд — ударные